# Mike Simpson (politiker)
Mike Simpson (11. december 1962 – 18. december 2009) var en amerikansk forretningsmand, politiker, og medlem af det Demokratiske parti i USA.
I 2006 blev han valgt til Repræsentanternes Hus i Michigan. Mike Simpson, gjorde også tjeneste i den amerikanske hær.
Mike Simpson døde af et hjerteanfald den 18. december 2009 efter at han i længere tid havde haft en sjælden blodsygdom.